# Tisdan

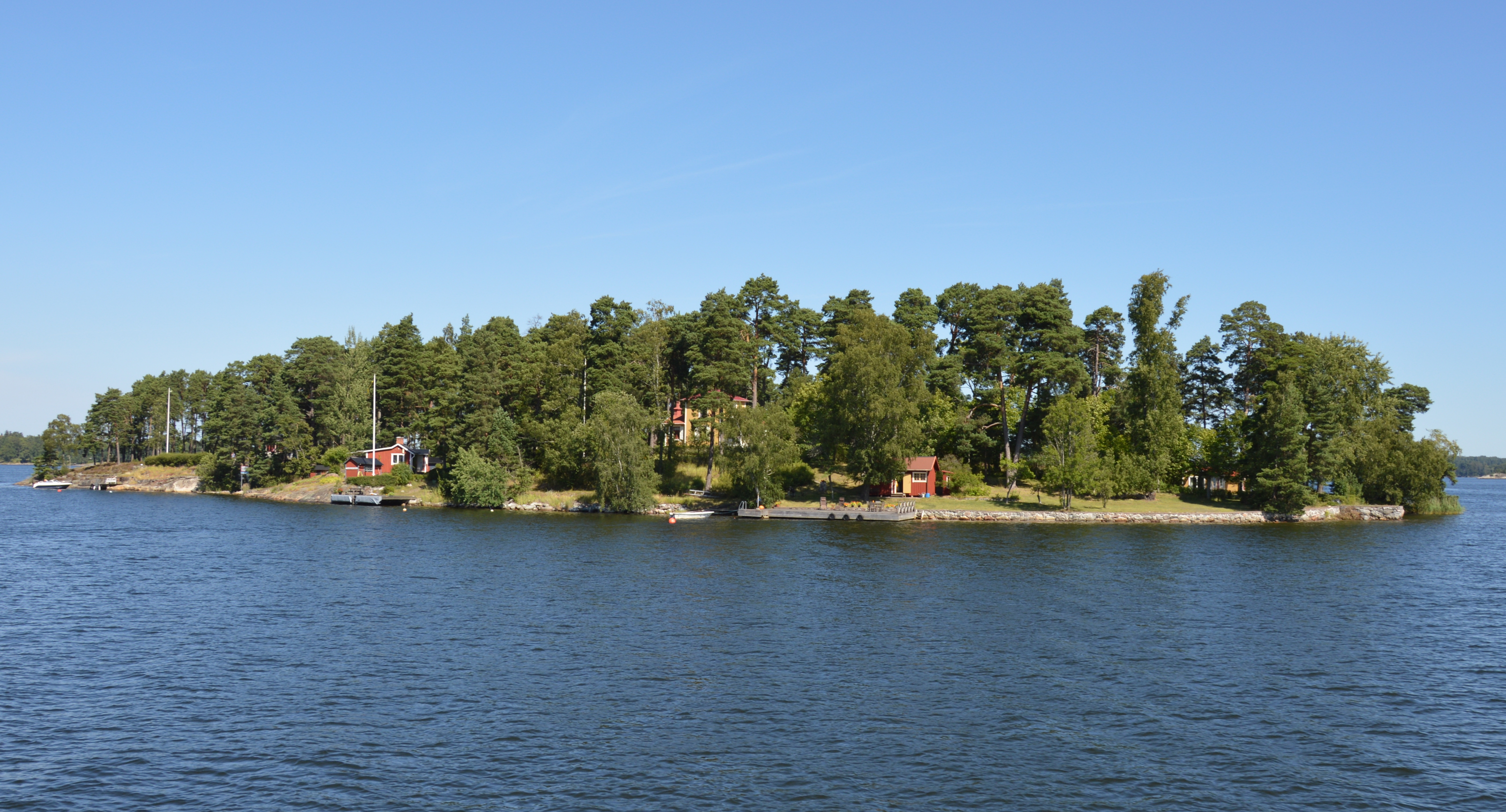
Tisdan

Tisdan ist eine zu Schweden gehörende Insel im Stockholmer Schärengarten.
Die Insel gehört zur Gemeinde Nacka und liegt im Höggarnsfjärden, südlich der von Stockholm zur Ostsee führenden Schiffspassage. Westlich vor Tisdan liegt die deutlich größere Insel Tegelön, südöstlich die kleine Insel Måndan. Auf Tisdan befinden sich mehrere, vor allem als Sommerhäuser genutzte Gebäude. Die in Teilen bewaldete Insel erstreckt sich von Nordwesten nach Südosten über etwa 230 Meter bei einer Breite von bis zu 100 Metern.
Der Name der Insel ist seit 1906 belegt und bedeutet im Deutschen Dienstag. Er passt sich damit in die Reihe der benachbarten Inseln ein. Von Südosten nach Nordwesten liegen die Inseln Måndan (Montag), Tisdan (Dienstag), Onsdan och Torsdan (Mittwoch und Donnerstag), Fredan (Freitag) und Lördan (Sonnabend). Eine Insel mit einem auf Sonntag bezugnehmenden Namen gibt es in der Reihe nicht. Der Grund für die ungewöhnliche Benennung ist unklar. Vermutlich ergab sich die Benennung als Fortsetzung, nach dem eine Insel, Fredan, möglicherweise mit einem Bezug auf die nordische Göttin Freya, schon früh einen Namen erhalten hatte, der sich auf einen Wochentag bezieht. Andere Vermutungen gehen dahin, dass Bauern die kleinen Inseln jeweils an dem Wochentag als Viehweide nutzten und sonntags das Vieh auf Tegelön blieb.